# Austrophorocera einaris
Austrophorocera einaris är en tvåvingeart som först beskrevs av Smith 1912.  Austrophorocera einaris ingår i släktet Austrophorocera och familjen parasitflugor. Inga underarter finns listade i Catalogue of Life.